# Синміхаю-Ромин (комуна)
Синміхаю-Ромин (рум. Sânmihaiu Român) — комуна у повіті Тіміш в Румунії. До складу комуни входять такі села (дані про населення за 2002 рік):
- Синміхаю-Джерман (733 особи)
- Синміхаю-Ромин (1788 осіб)
- Утвін (1875 осіб)

Комуна розташована на відстані 417 км на захід від Бухареста, 12 км на південний захід від Тімішоари.

## Населення
За даними перепису населення 2002 року у комуні проживали 4396 осіб.
Національний склад населення комуни:
| Національність | Кількість осіб | Відсоток |
| -------------- | -------------- | -------- |
| румуни         | 4130           | 93,9%    |
| угорці         | 132            | 3,0%     |
| німці          | 66             | 1,5%     |
| цигани         | 40             | 0,9%     |
| словаки        | 12             | 0,3%     |
| серби          | 9              | 0,2%     |
| українці       | 4              | 0,1%     |
| турки          | 1              | < 0,1%   |
| болгари        | 1              | < 0,1%   |

Рідною мовою назвали:
| Мова       | Кількість осіб | Відсоток |
| ---------- | -------------- | -------- |
| румунська  | 4177           | 95,0%    |
| угорська   | 107            | 2,4%     |
| німецька   | 53             | 1,2%     |
| циганська  | 33             | 0,8%     |
| словацька  | 10             | 0,2%     |
| сербська   | 9              | 0,2%     |
| українська | 4              | 0,1%     |
| турецька   | 1              | < 0,1%   |
| болгарська | 1              | < 0,1%   |

Склад населення комуни за віросповіданням:
| Релігія                                       | Кількість осіб | Відсоток |
| --------------------------------------------- | -------------- | -------- |
| православні                                   | 3446           | 78,4%    |
| п'ятдесятники                                 | 522            | 11,9%    |
| римо-католики                                 | 191            | 4,3%     |
| баптисти                                      | 44             | 1,0%     |
| адвентисти                                    | 35             | 0,8%     |
| лютерани                                      | 32             | 0,7%     |
| греко-католики                                | 18             | 0,4%     |
| реформати                                     | 16             | 0,4%     |
| бретрени                                      | 16             | 0,4%     |
| старообрядці                                  | 9              | 0,2%     |
| не релігійні                                  | 7              | 0,2%     |
| мусульмани                                    | 3              | 0,1%     |
| лютерани (Синодально-пресвітеріанська церква) | 1              | < 0,1%   |
| не вказали релігію                            | 1              | < 0,1%   |